# Kitinun Suttiwiriyakul
Kitinun Suttiwiriyakul (thailändisch กิตินันท์ สุทธิวิริยะกุล, * 23. Oktober 1995) ist ein thailändischer Fußballspieler.

## Karriere
Kitinun Suttiwiriyakul stand bis Dezember 2021 beim Phitsanulok FC unter Vertrag. Wo er vorher gespielt hat, ist unbekannt. Der Verein aus Phitsanulok spielte in der dritten Liga. Hier trat man in der Northern Region an. Am 22. Dezember 2021 wechselte er zum in der Eastern Region spielenden Chanthaburi FC. Am Ende der Saison 2022/23 feierte er mit dem Verein aus Chanthaburi die Vizemeisterschaft und den anschließenden Aufstieg in die zweite Liga. Sein Zweitligadebüt gab Kitinun Suttiwiriyakul am 12. August 2023 (1. Spieltag) im
Auswärtsspiel gegen den Erstligaabsteiger Nakhon Ratchasima FC. Bei der 2:0-Niederlage stand er in der Startelf und wurde in der 63. Minute gegen Nattawat Wongsri ausgewechselt. Nach insgesamt 22 Ligaspielen wechselte er im Januar 2024 zum Ligakonkurrenten DP Kanchanaburi FC. Am 15. Juni 2024 stand er mit Kanchanaburi im Finale des FA Cup. Das Spiel gegen den Erstligisten Bangkok United verlor man nach Elfmeterschießen. Am Ende der Saison 2024/25 belegte er mit dem Verein den vierten Tabellenplatz und qualifizierte sich somit für die Play-off-Spiele zur ersten Liga. Im Halbfinale konnte man sich gegen den fünftplatzierten Mahasarakham SBT FC durchsetzen. Im Finale traf man auf den Phrae United FC. Das Hinspiel im eigenen Stadion gewann man mit 3:2. Das Rückspiel endete 2:2. Kanchanaburi gewann mit insgesamt 5:4 und stieg somit in die erste Liga auf.

## Erfolge
Chanthaburi FC
- Thai League 3 – East: 2022/23  ▲

Dragon Pathumwan Kanchanaburi FC
- Thailändischer Pokalfinalist: 2023/24